# Sarcopodium roseum
Sarcopodium roseum är en svampart som först beskrevs av August Karl Joseph Corda, och fick sitt nu gällande namn av Elias Fries 1849. Sarcopodium roseum ingår i släktet Sarcopodium, divisionen sporsäcksvampar och riket svampar.   Inga underarter finns listade i Catalogue of Life.